# ライアン・メリマン
ライアン・メリマン（Ryan Merriman、1983年4月10日 - ）は、アメリカ合衆国の俳優。オクラホマ州出身。

## 出演作品
- ザ・プリテンダー 仮面の逃亡者
- インデペンデンス・デイ2014
- 42 〜世界を変えた男〜（ディクシー・ウォーカー）
- アタック・オブ・ザ・50フィート・チアリーダー Attack of the 50 Foot Cheerleader (2012)
- プリティ・リトル・ライアーズ シーズン2
- Hawaii Five-0 シーズン2
- プリティ・リトル・ライアーズ シーズン1
- 初体験：ハイスクール・チェリーパイ
- ＮＡＫＥＤ　サバイバル・ゲーム
- ファイナル・デッドコースター（ケヴィン）
- ザ・リング2（ジェイク）
- ヤング・スーパーマン シーズン3
- TAKEN
- イルカがいた夏
- マーキュリー・ミッション
- ランスキー　アメリカが最も恐れた男
- スマート・ハウス
- ディープエンド・オブ・オーシャン